# Distrito de Yupán
El distrito de Yupán es uno de los siete distritos que pertenecen a la provincia de Corongo, ubicada en el departamento de Áncash, Perú. 

## Historia
El distrito de Yupán fue creado por Ley  del 9 de mayo de 1923, promulgada por el presidente Augusto B. Leguía.

## Geografía
El pueblo de Yupán está a una altitud de 2 734 m s. n. m.

## Autoridades

### Municipales
- 2019 - 2022[1]
  - Alcalde: Manuel Ignacio Turriate Almendras (Movimiento Regional El Maicito)
- 2015 - 2018[1]
  - Alcalde: Eusebio Augusto Fajardo Ramírez, del Movimiento Independiente Regional Río Santa Caudaloso.
- 2011 - 2014[2]
  - Alcalde: Hugo César Turriate Alva, del Partido Aprista Peruano (PAP).
- 2007 - 2010
  - Alcalde: Walther Teobaldo Antivo Calvo.